# Drosophila agumbensis
Drosophila agumbensis este o specie de muște din genul Drosophila, familia Drosophilidae, descrisă de Prakash și C. Adinarayana Reddy în anul 1978. Conform Catalogue of Life specia Drosophila agumbensis nu are subspecii cunoscute.